# Pont llevadís

Animació que mostra el funcionament d'un pont llevadís

Un pont llevadís o pont llevadís és un tipus de pont mòbil típicament a l'entrada d'un castell o torre envoltat per un fossat.
Tal com s'utilitzen en castells o estructures defensives, els ponts llevadís proporcionen accés a les estructures defensives quan es baixen, però es poden aixecar ràpidament des de dins per negar l'entrada a una força enemiga.

## Ponts llevadís del castell

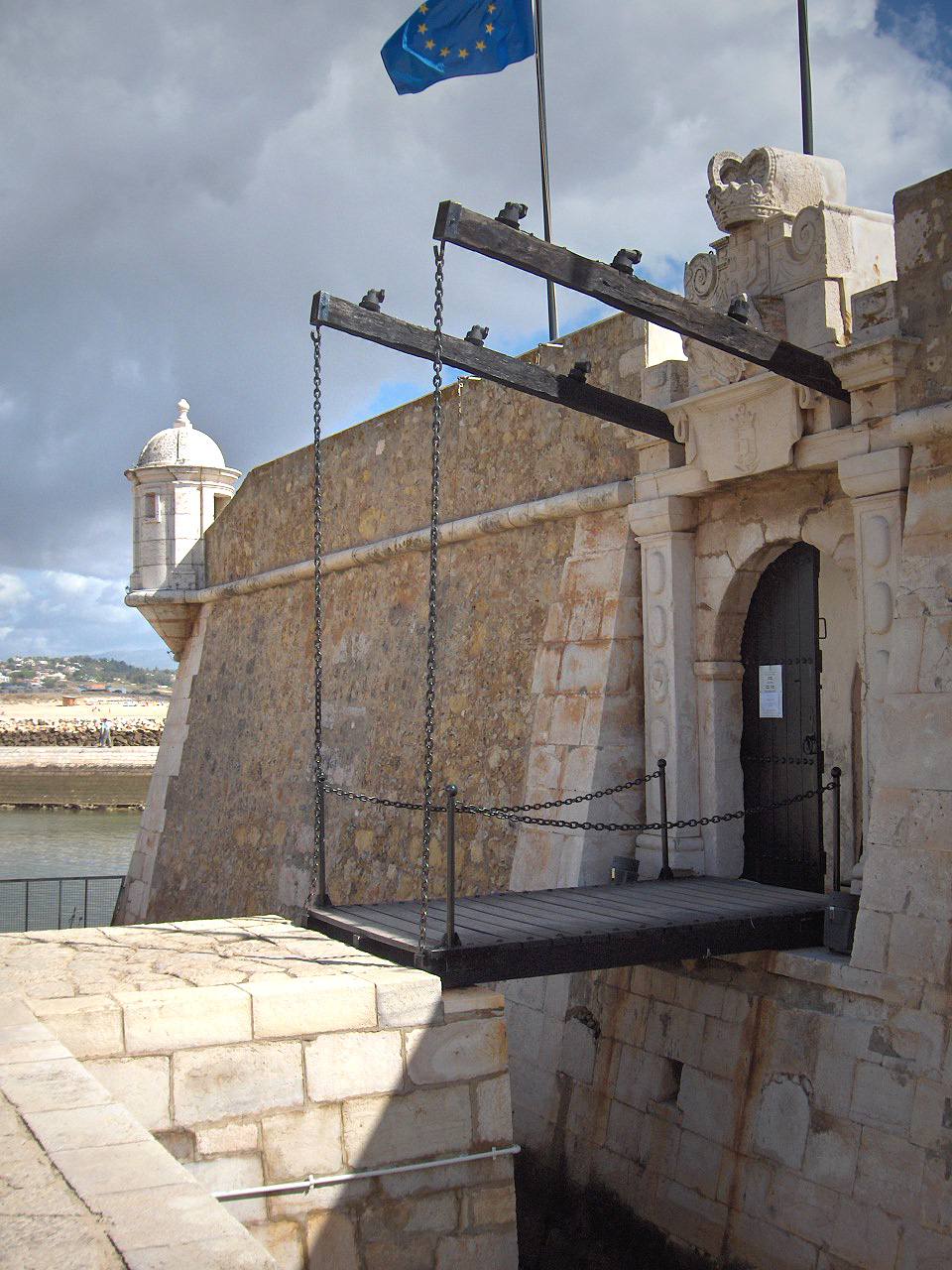
Pont llevadís al fort de Ponta da Bandeira a Lagos, Portugal

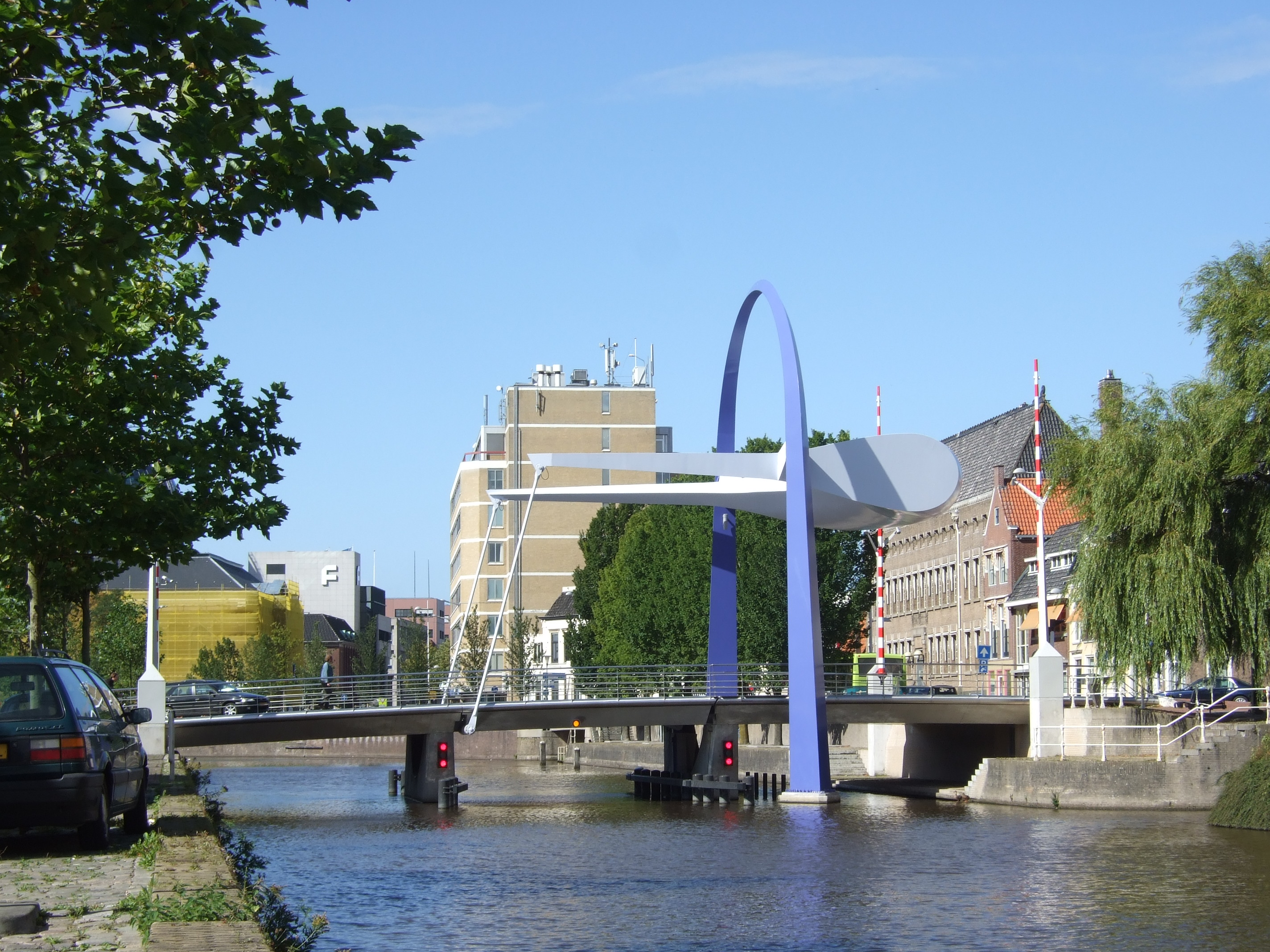
Un pont llevadís de doble feix, el Poortbrug, a Leeuwarden, Països Baixos

Els castells medievals eren defensats normalment per un fossat o fossat, travessat per un pont de fusta. En els primers castells, el pont es podia dissenyar per ser destruït o eliminat en cas d'atac, però els ponts llevadissos es van fer molt comuns. Una disposició típica tindria el pont llevadís immediatament a l'exterior d'una porteria, consistent en una coberta de fusta amb una vora articulada o pivotant al llindar de la porteria, de manera que en la posició elevada el pont estaria a ras de la porta, formant una barrera addicional per a l'entrada. Estaria recolzat per un o més portilles i portes. L'accés al pont es podia resistir amb míssils procedents d'uns aparellaments superiors o amb escletxes de fletxes a les torres de flanqueig.
El pont s'elevaria o baixaria amb cordes o cadenes enganxades a un molinet en una cambra de la porteria per sobre del pas de la porta. Només es podria aixecar d'aquesta manera un pont molt lleuger sense cap tipus de contrapès, de manera que normalment es troba alguna forma de disposició basculant. El pont pot estendre's al pas de la porta més enllà del punt de pivot, ja sigui per sobre d'un fossat en el qual la part interna pot oscil·lar (proporcionant un obstacle més per atacar), o en forma de bigues contrapesades que cauen a les ranures del terra.
Les cadenes d'elevació es podrien enganxar a contrapesos. En alguns casos, un portcullis proporciona el pes, com a Alnwick. Al segle XIV es va proporcionar una disposició basculant mitjançant braços elevadors (anomenats "gafs") per sobre i paral·lels a la coberta del pont els extrems del qual estaven enllaçats per cadenes a l'extrem elevador del pont. En la posició elevada, els gafes encaixarien a les ranures de la paret de la porteria ("rainures") que sovint encara es poden veure, com al castell d'Herstmonceux. A l'interior del castell, els gafes es van estendre per suportar contrapesos, o podrien formar les fustes laterals d'una porta robusta que estaria contra el sostre del pas de la porta quan el pont llevadís estigués abatut, però que es tancaria contra l'arc de la porta com el pont. va ser aixecat.
A França, sobreviuen ponts llevadissos en funcionament en diversos castells, inclòs el Château du Plessis-Bourré. A Anglaterra, dos ponts levadissos en funcionament es mantenen en ús habitual a Helmingham Hall, que data de principis del segle XVI.

### Pont giratori
Un pont que gira sobre suports centrals es coneix com a pont giratori. Pot, o no, incorporar cadenes d'elevació com els ponts llevadissos. L'extrem interior del pont solia tenir contrapesos que permetien que es baixés en una fossa situada al pas de la porta. Quan el pont estava en posició horitzontal, sovint s'assegurava amb clavilles resistents que travessaven les parets laterals. Aquest sistema resultava poc eficient, i molts d'aquests ponts van ser eventualment reemplaçats per ponts llevadissos més moderns.

## Forts
Els ponts levadissos també es van utilitzar en els forts amb Palmerston Forts utilitzant-los en forma de ponts rodants de Guthrie.

## En l'art
Els ponts levadissos han aparegut a les pel·lícules com a part dels decorats del castell. Quan el pont llevadís ha de ser funcional, això pot presentar reptes d'enginyeria, ja que el conjunt pot no ser capaç de suportar el pes del pont de la manera convencional. Una solució és construir el pont llevadís amb acer i formigó abans d'amagar els materials estructurals darrere de la fusta i el guix.
1. ↑   «Castle». A: Stanford. The Standard Reference Work for the Home, School and Library (Google books). II.  Standard Education Society, 1921. "The moat was crossed by means of a wooden hinged at its inner edge."
2. ↑  Bottomley, Frank, The Castle Explorer's Guide, Kaye & Ward, London, 1979 ISBN 0-7182-1216-9 pp 51–52
3. ↑  Château du Plessis-Bourré: video of working drawbridge Arxivat 2012-03-26 a Wayback Machine.
4. ↑  «The Hall | History». Helmingham Hall Gardens. [Consulta: 6 març 2022].
5. ↑  Bottomley, Frank, The Castle Explorer's Guide, Kaye & Ward, London, 1979 ISBN 0-7182-1216-9 pp 186–187
6. ↑  «Palmerston Forts». royalarmouries.org.   Royal Armouries, 19-02-2018. [Consulta: 3 març 2022].
7. ↑  Moore, David «Còpia arxivada». The Redan, 26, 10-1992, pàg. 19–24. Arxivat de l'original el 13 d’agost 2022 [Consulta: 4 març 2022].
8. 1 2 3  Davenport, Delbert E Scientific American, 127, 3, 9-1922, pàg. 176–177. Bibcode: 1922SciAm.127..176D. DOI: 10.1038/scientificamerican0922-176 [Consulta: 7 març 2022].